# Poeltiaria corralensis
Poeltiaria corralensis är en lavart som först beskrevs av Räsänen, och fick sitt nu gällande namn av Hertel 1984. Poeltiaria corralensis ingår i släktet Poeltiaria och familjen Porpidiaceae.   Inga underarter finns listade i Catalogue of Life.